# 砕氷船 (スヴォーロフ)
『砕氷船 – 誰が第二次世界大戦を始めたか？』（さいひょうせん - だれがだいにじせかいたいせんをはじめたか？、英題: Icebreaker: Who Started the Second World War?、ロシア語題: Ледокол）は、イギリス在住のロシア人作家ヴィクトル・スヴォーロフが1990年に出版したノンフィクション。第二次世界大戦はヨーロッパ及び最終的には全世界の労働者階級を「解放」するためのヨシフ・スターリンの策略の結果として始まったと主張している。

## スヴォーロフの主張
スヴォーロフは、1941年6月22日にアドルフ・ヒトラーとそのナチス政権が、格段に優位かつ周到に準備された軍事力で怪しむこともなかったソ連を攻撃した（バルバロッサ作戦）、という広く受入れられている見方に疑いを持っている。彼の主張によるとソ連は、ナチスが支配する地域へ1941年7月に侵攻する準備ができていた。
彼の主張によればスターリンはヨーロッパとソ連との間の「緩衝地帯」であったポーランドを取り除こうとして上手くヒトラーを操った。スターリンの目標は他の国々への共産主義の輸出であったとも主張している。一度ヒトラーが「その氷を破壊」すれば、続く大規模戦争におけるソビエトの勝利によってソ連がスターリン体制をヨーロッパのほとんどに強いることを可能にする。この理論ではナチスの軍事侵攻が皮肉にも共産主義の侵略のための砕氷船となる。
スヴォーロフは、スターリンに第二次世界大戦の責任を転嫁し、ヒトラーの責任を除いているとよく非難され、あるいは歴史修正主義者には称賛されるがこの著書の実際の内容にはヒトラーの称賛や彼がもたらした恐怖の正当化は含まれていない。スヴォーロフは後になって別の著書の中で不運なことだがスターリンが本当の邪悪な天才であったと主張し、他方でヒトラーは著しく無能な邪悪としている。
スヴォーロフは、彼の主張を支えるふたつの論拠を挙げている。主要な論拠は技術仕様とソビエトの戦術に照合された部隊の数、兵器、展開と行動に関して入手した資料の分析に基づいている。主要な論拠を支える為、スヴォーロフはスターリンが第二次世界大戦の結果を損害と受け止めたことを挙げている。

## マルクス主義理論
マルクスレーニン主義理論ではレーニンによれば「資本主義の全般的危機」において国家独占資本主義は生産を社会化するのであり、この究極である帝国主義は「社会主義革命の前夜」であり、「戦争を内乱に転化する」ことが目的と見られている。現に最初の共産主義体制は戦争の最中、ロシア革命によって水兵など軍を味方につけ政権を乗っ取り、ロシア内戦を乗り越えた。1920年代のソ連における主な論議は、「世界初の社会主義国は如何に他の国々との関係を持つべきか」ということであった。
トロッキーの見解では他の国家における継続的な革命運動のみによって共産革命が成功するというものであった。単一国家の中で生き延びる社会主義という概念はばかげているものであり、自己矛盾しているものであると考えた。資本主義大国であり続けている国々はソ連を鎮圧するために早急に行動する。ブルジョワの国々がより強力となることから、その国々はおそらく社会主義を破壊することに成功する。だがこれらの国々の労働者階級が資本主義を支える征服のための戦争が労働者階級の利益ではないことを理解することができれば彼らはそのような戦争を支持せず社会主義は外国における革命を通して生き延びるとした。
一方、スターリンは整然と管理されれば「一国社会主義」の実現は可能であると主張した。トロッキー主義者の見解のみならずスターリン主義者も侵略戦争を遂行するために従来の軍事力の使用を構想しなかった点に注意することが重要である。

## スターリン体制におけるソビエト外交
スターリン体制の下、1920年代後期から少なくとも1939年までソビエト外交政策は基本的に守勢であり、まったく注意深いものであった。ソ連は西側の大国との同盟を模索したが、特に伝統的なフランスとの反ドイツ同盟の再結成を求めた。幾つもの理由でこれらへの尽力は失敗している。主な理由のひとつは1941年6月22日以前はソ連がのけ者国家と見られていたことであり、他のヨーロッパの大国はスターリン体制とはいかなる重要な交渉に入ることも望まなかった。また、大粛清の一つの影響は西側の軍事関係者が赤軍は無意味な同盟と見なすようになったことである。それゆえ彼らはドイツに対する伝統的な東西同盟の復活には熱心ではなかったのである。
ナチスの台頭以前はソ連内に共同の軍事教練施設が存在し、そこではドイツとソビエトの兵士達が第二次世界大戦で有名になる戦術と兵器の初期の形を開発している。しかしながら、これらの共同企画はドイツがヴァイマル共和政の下にあって弱かった時期に実施され、一旦ナチスが権力を握ると終了された。
ソビエトの見解ではヒトラーを「囲む」努力は失敗、西側列強は西側に矛先が向かない限りは中央ヨーロッパへのナチス拡大を放置する気配であり、時間を稼ぐためにドイツにいくらかの便宜を出さなくてはならないというものであった。スターリンはソ連はドイツと戦える状態でないことを知っていたが1939年に開始された大規模な再軍備と再編成計画が1942年までに結実し始める可能性があった。

## 歴史家の見解
1941年にはソビエトのドイツ侵略が差し迫っていたというスヴォーロフの見解は、歴史家の多数に支持されてはいない。
スヴォーロフの主張に対する注目すべき反証はデーヴィッド・グランツ大佐(Colonel David Glantz)の著書 Stumbling Colossus: The Red Army on the Eve of World War (よろめく巨像：世界大戦直前の赤軍)にある。
グランツはスヴォーロフの主張が様々な面で「信じがたい」と見ている。まずスヴォーロフは機密扱いされた旧ソビエトの書類資料はその検証をしないで拒み、回顧録から極めて意図的な選択を行っている。グランツはこのことが重大な方法論的欠陥と指摘している。さらにグランツが主張することはスヴォーロフの主張が旧ソビエトおよびドイツの文書資料と矛盾し、そして事実は赤軍ではドイツを侵略する準備がされていたというスヴォーロフの主張を支持しないということである。逆に準備の欠如はひどく、訓練程度は低く、展開は最悪であったことは拠点防衛の準備ができていなかったことを示し、まして大規模攻勢行動ということはなかった。グランツの結論は「スターリンは悪質な専制君主であったが狂ってはいなかった」である。
スヴォーロフの主張は1941年7月8日が攻撃の日に選ばれたとしているがこれはグランツなどによって示された証拠と矛盾する。侵略を実行するために必要とされる燃料、弾薬その他の備蓄が前面の地域に無かった。主要な地上部隊は侵略を準備するなら軍需物資を配給する鉄道の拠点に集中するはずであるが実際は分散して小さな駐屯軍になっていた。例えば主要な砲兵部隊は動けないままにされていたなど各部隊はその輸送手段を伴っていなかった。空軍の航空機は、分散しておらず、その離着陸場に整然と押し込められるように並べられていた。1941年6月22日の時点では、ソビエトの戦車全部の50%以上が本格的なメンテナンスを必要としていた。侵略が計画されていたなら、これらのメンテナンス作業は完了されていた。ソビエト機甲部隊の大部分は新しいタンク部隊編成への再編成の途上にあった。ドイツの侵略は、この再編成の途上にあった部隊を捉えている。そのような大規模な再編成は間近に迫った侵略行為と矛盾する。
スヴォーロフの主張の根源は1941年前半ジューコフ元帥がドイツに対する先制攻撃を提案したという事実かもしれない。ジューコフは後にこの計画を振り返っているがその計画はスターリンに拒絶されたか、あるいはまったくスターリンまで伝わらなかったと主張している。これは軍事史家ミハイル・メリチュホフ(Mikhail Meltyukhov)が指摘しているように説得力が十分あることではない。まず、ジューコフがスターリンに届けられるように秘書に最高機密の文書を渡したというジューコフの主張は信じがたいことである。次にその文書には署名がないことは実際には何の証明にもならないというスヴォーロフを否定する者たちの主張がある。その時期には公式の軍事文書のほとんどは整然とした形式化がなされないまま渡されるだけだったことが知られている。
|                  | ドイツと同盟国 | ソビエト連邦 | 比率    |
| ---------------- | -------------- | ------------ | ------- |
| 師団             | 166            | 190          | 1 : 1.1 |
| 人員             | 4,306,800      | 3,289,851    | 1.3 : 1 |
| カノン砲と迫撃砲 | 42,601         | 59,787       | 1 : 1.4 |
| 戦車 (含 突撃砲) | 4,171          | 15,687       | 1 : 3.8 |
| 航空機           | 4,389          | 11, 537      | 1 : 2.6 |

出典: ミハイル・メリチュホフ（Mikhail Meltyukhov）“Stalin's Missed Chance” 47表

## 関連文書
- Suvorov, Viktor.  Icebreaker: Who Started the Second World War? (Viking Press/Hamish Hamilton; 1990) ISBN 0-241-12622-3
- Bergstrom, Christer (2007). Barbarossa - The Air Battle: July-December 1941. London: Chervron/Ian Allen. ISBN 978-1-85780-270-2.
- Glantz, David.  Stumbling Colossus: The Red Army on the Eve of World War.  University Press of Kansas (May 1998), ISBN 0-7006-0879-6
- Suvorov, Viktor.  The Chief Culprit: Stalin's Grand Design to Start World War II. Potomac Books (July 20, 2007) ISBN 1-5979-7114-6